# Célia Allamargot
Célia Allamargot, née le 14 avril 1986 à La Rochelle, est une joueuse professionnelle  de squash représentant la France. Elle atteint en juin 2009 la 61e place mondiale au classement WSA.
Formée à La Réunion par Pascal Lincou, le frère de Thierry Lincou champion du monde 2004, elle est entraînée à partir de 2002 par Fred Lecomte, entraîneur national au Pôle France d'Aix-en-Provence.
Championne de France dans toutes les catégories « jeunes », membre de l'équipe nationale, vice-championne de France 2006, elle ambitionne de mener à bien une carrière professionnelle. 
Depuis, elle vit aux États-Unis en tant qu'entraîneuse dans plusieurs clubs aux alentours de l'État de New York.

## Palmarès

### Finales
- Championnat de France : 2006